# Konstantin Konstantinowitsch Waginow

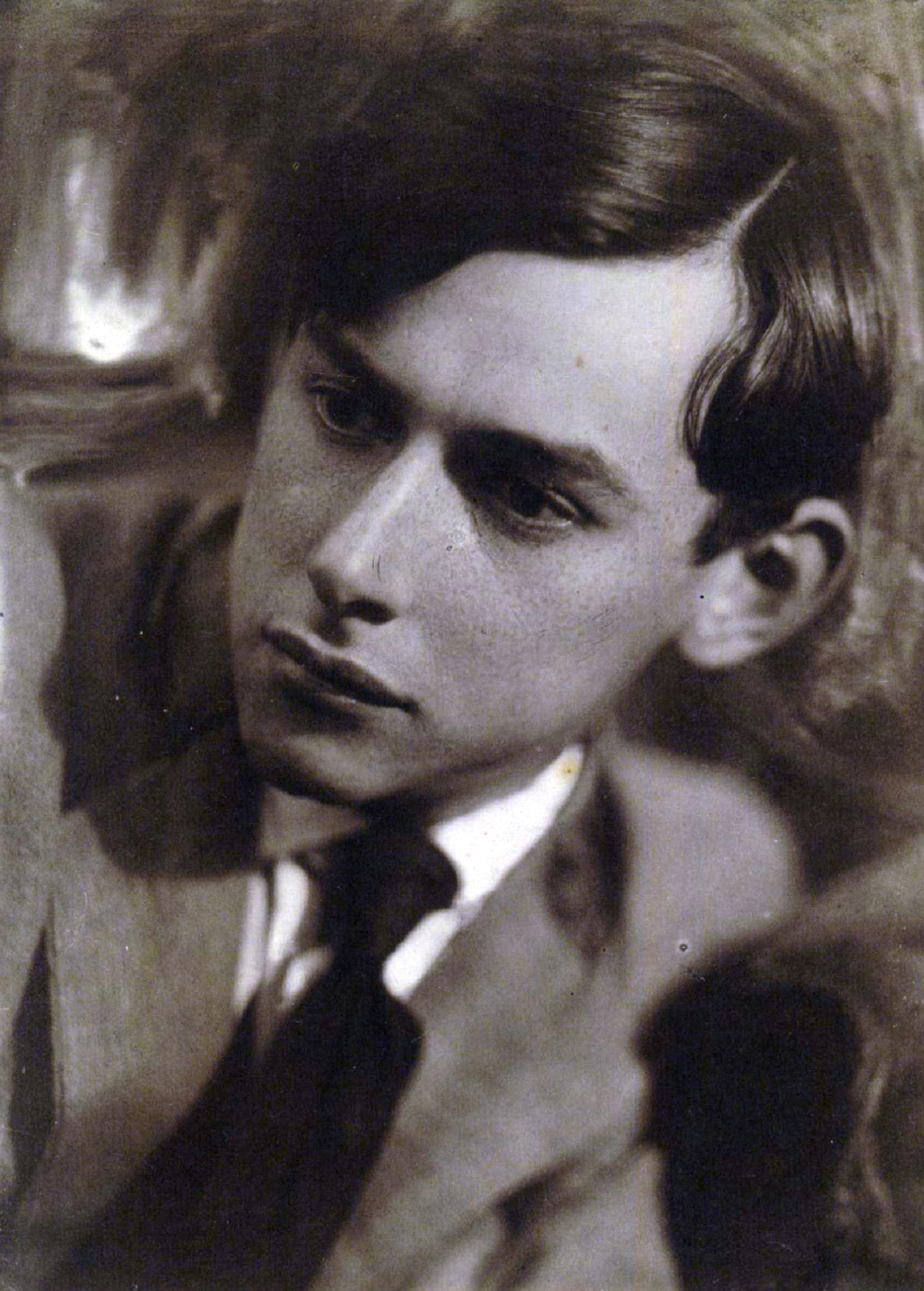
Konstantin Konstantinowitsch Waginow, etwa 1920

Konstantin Konstantinowitsch Waginow (russisch Константи́н Константи́нович Ва́гинов, wiss. Transliteration Konstantin Konstantinovič Vaginov, eigentlich Wagengejm/Wagenheim; * 21. Septemberjul. / 3. Oktober 1899greg. in Sankt Petersburg; † 26. April 1934 ebenda) war ein russischer Dichter.
Waginow wurde als Sohn einer deutschstämmigen Offiziersfamilie in Sankt Petersburg geboren. Er schloss sich in seiner Heimatstadt Leningrad zuerst dem Kreis der Akmeisten um Nikolai Gumiljow, später der avantgardistischen Künstlervereinigung OBERIU an.
Konstantin Waginow ist einer der eigenwilligsten und originellsten Vertreter der Russischen Moderne. Seine Strategie der poetischen Verweigerung machte es schwer, das Werk von Konstantin Waginow einzuordnen.
Waginow starb 1934 an Tuberkulose.

## Werke
- Козлиная песнь (1927)
  - Bocksgesang. Verlag Johannes Lang, 1999 ISBN 978-3980147293.
- Труды и дни Свистонова (1929)
  - Werke und Tage des Svistonov. Verlag Johannes Lang, 1992, ISBN 978-3980147262.
- Бамбочада (1931)
  - Bambocciade. Reclam-Verlag Leipzig, 1993 ISBN 978-3379014854.
- Гарпагониана (1933, 1983)
  - Auf der Suche nach dem Gesang der Nachtigall. Suhrkamp, 1992 ISBN 978-3518220948.